# Anello di Waldeyer

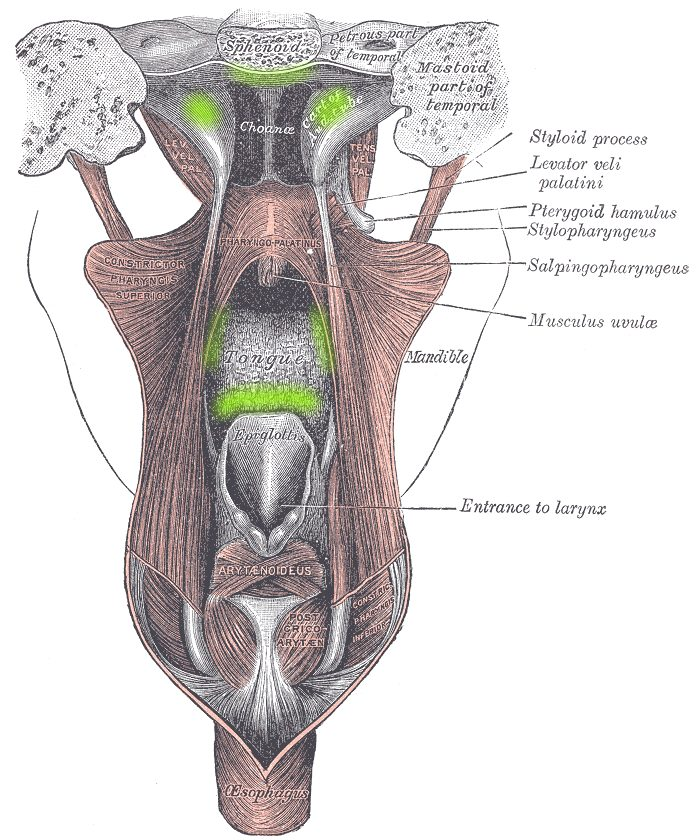
Anello di Waldeyer

L'anello di Waldeyer o anello linfatico del Waldeyer è un anello di tessuto linfoide che circonda le coane e l'istmo delle fauci individuato da una linea chiusa che dalla tonsilla faringea scende da ambo i lati alle tonsille tubariche e alle tonsille palatine, terminando infine sulla tonsilla linguale.
Attraversa tale anello qualunque cosa penetri nel canale alimentare o nelle vie respiratorie e quindi la sua funzione consiste nel favorire l'incontro di eventuali agenti patogeni provenienti dall'esterno, quali batteri o virus, con i linfociti ed i macrofagi contenuti nelle tonsille, innescando la risposta del sistema immunitario. Le cellule linfoidi derivano da progenitrici comuni al miocardio aspecifico e rendono tale anello di importanza istologica.
L'anello del Waldeyer deve il suo nome a Heinrich Wilhelm Waldeyer, anatomista tedesco del XIX secolo che per primo lo descrisse.